# King (Tekken)
Pour les articles homonymes, voir King.
King est un personnage de jeu vidéo de la série Tekken de Namco, qui fait sa première apparition sur arcade et console dans Tekken.

## Biographie

### King I
Le premier King est un lutteur parcourant le monde à la recherche de grands combats. Invaincu, il perdra pour la première fois contre Armor King. Les deux combattants masqués s'entraineront et participeront au premier King of Iron Fist Tournament.
King vivra alors très mal sa défaite durant le tournoi, abandonnant le masque de King et sombrant dans l'alcool. Armor King le retrouvera saoul dans une ruelle, jettera le masque de King à ses pieds et lui annoncera le lancement du 2e tournoi. Retrouvant sa rage, il reprit l'entraînement et s'inscrivit avec son rival au King of Iron Fist Tournament II.
Après cela, il dirigea des orphelinats, ne combattant que pour financer les établissements. On suppose qu'il a été tué par Ogre avant Tekken 3.

### King II
King II est un orphelin mexicain. Il prit la relève du premier quand l'âge lui permit de monter sur un ring. Il s'entraîne avec Armor King pour mentor et participe à des combats pour gagner de l'argent qu'il verse aux orphelinats. C'est dans ce but qu'il participe au King of Iron Fist Tournament 3.
Cependant, un drame survient : Armor King est tué dans une rixe de bar par Craig Marduk, un combattant Vale Tudo déchu. King jurant vengeance, il paiera la caution du lutteur et lui enverra une invitation pour le King of Iron Fist Tournament 4, où King gagnera son duel. Après le tournoi, King se rend à l'hôpital pour achever Marduk, mais renonce lorsqu'il voit une photo de Marduk avec sa famille. Plus tard, Marduk, une fois guéri, provoquera King en faisant irruption dans des tournois et portant le masque d'Armor King. C'en est trop pour King, qui accepte de rejoindre le King of Iron Fist Tournament 5 pour retrouver Marduk.
Durant leur combat, ils réalisent la futilité de leur vengeance, et trouvent même l'amitié. En effet, à la fin du combat, King tend la main à son rival et ce dernier l'accepte. Grâce à cette poignée de main, les deux hommes deviennent finalement de bons amis. Après le combat, Marduk se fait attaquer par un homme ressemblant à Armor King. Voulant en savoir plus, ils s'inscrivent ensemble au King of Iron Fist Tournament 6. À la fin du tournoi, ils apprennent la vérité sur l'agresseur de Marduk : il s'agit du cadet d'Armor King, venu venger son frère ainé.

## Description
King est un professionnel du catch, et possède donc des prises assez impressionnantes. Au combat, il porte un masque de jaguar, l'empêchant de parler et grogne comme l'animal pour s'exprimer. Sa tenue de combat officielle inclut un pantalon collant mauve et des bottes jaunes.

## Inspirations du personnage
- King a été inspiré par le personnage de catch japonais Tiger mask, légende du puroresu. Tout comme King, Tiger Mask est une identité assumée par plusieurs catcheurs au fil des générations.

Les prises et poses de King II sont très influencées par celles de lutteurs existants ou virtuels.
- Il emprunts aux lutteurs du WWE, le Stone Cold Stunner de Stone Cold Steve Austin, Tombstone Piledriver de The Undertaker, le People's Elbow et le Rock Bottom de The Rock et le Sharpshooter de Bret "the Hitman" Hart.
- De ces confrères virtuels, il a également le Giant Swing de Wolf Hawkfield (dans Virtua Fighter) et Tina Armstrong (Dead Or Alive). Il maîtrise également dans Tekken 5 le Spinning Pile Driver de Zangief (Street Fighter).
- King II partage beaucoup de points communs avec le célèbre lutteur Rey Mysterio comme le fait d'être des lutteurs masqués d'origine mexicaine. La cinématique d'ouverture de Tekken 5 montre notamment King exécuter un Tiger Feint lors d'un combat sur un ring contre Craig Marduk.

## Tekken: The Motion Picture
Le personnage de King est visible parmi les personnages de l'OAV Tekken. Sachant que les personnages présentés sont ceux de Tekken 2, il est probable qu'il s'agisse du premier King.